# Мікаса (лінійний корабель)

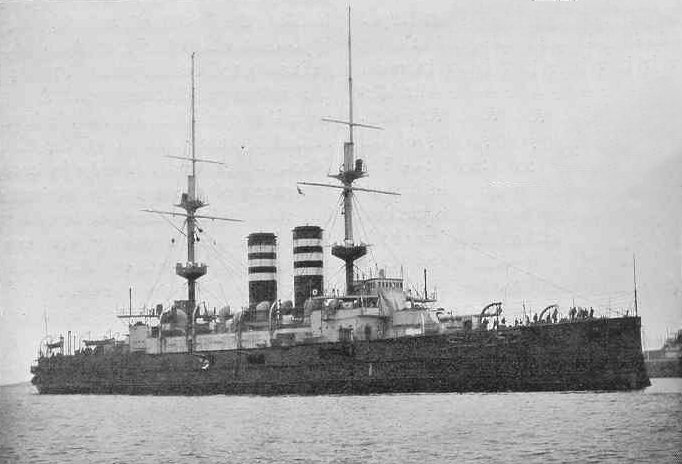

Мікаса (яп. 三笠) — японський лінійний броненосець, додредноут Імператорського Флоту Японії (IJN), збудований у 1889-1902 роках британською фірмою Vickers Co. та названий на честь гори Мікаса в Нара, Японія. Цей єдиний свого класу корабель, відомий як флагман адмірала Тоґо Хейхатіро під час Російсько-Японської війни 1904—1905 рр. Зокрема, він брав участь у битві при Порт-Артурі на другий день війни і в боях на Жовтому морі та Цусі́мській би́тві (яп. 日本海海戦 — ніхонкай кассен, «битва в Японському морі»).
9 лютого 1904 року Мікаса під командуванням Тоґо Хейхатіро у складі першої дивізії першого флоту взяла участь в атаці на російські кораблі при Порт Артурі, яка виявилася менш вдалою та результативною, ніж очікувалося. Тринадцятого квітня адмірал Тоґо вдало виманив у заміновану зону частину Тихоокеанської ескадри російських кораблів, включно з броненосцем Петропавловськ віце-адмірала Степана Макарова. Російська сторона мала вражаючі втрати: після вибуху пороху на броненосці 677 загиблих, включно з віце-адміралом.
У битві в Жовтому Морі 10 серпня 1904 броненосець Мікаса займав місце в голові колони японських кораблів та протистояв російським броненосцям Полтава та Цесаревич.
У визначальній битві у російсько-японській війні 1904—1905 років — Цусімській битві — двадцять сьомого травня 1905 року Мікаса під командування адмірала Тоґо Хейхатіро знову очолює перший флот проти Другої і Третьої Тихоокеанських ескадрилій російського флоту під командуванням віце-адмірала З. П. Рожественського. Російська сторона мала вдвічі більше важких гармат, ніж японська, яка, проте, показала більшу точність та скорострільність. За оцінками вогневого впливу, японські кораблі зробили 446 вистрілів, 124 з корабля «Мікаса». Приблизні дані по відсотку влучень — 3,2 % у японців та 1,2 % у росіян.
Тактика адмірала Тоґо Хейхатіро полягала в тому, щоб 1-й і 2-й бойові загони, що складаються з лінійних броньованих кораблів, атакують флагманський корабель лівої, найслабшої, колони російської ескадри, тримаючись паралельно або злегка лівіше спереду від неї, з таким розрахунком, щоб головний російський броненосець знаходився на траверзі середини японської колони. Тактична розвідка в росіян перед боєм, в ході і після бою була відсутня, тоді як налагоджена японцями розвідка дозволила їм мати точне уявлення про місцезнаходження кораблів у складі російської ескадри. Маневреність флоту та велика швидкість японських кораблів значно збільшили їхні шанси на перемогу. Перемога японських військ в Цусімській битві була головною причиною виграшу Японією російсько-японської війни.
Після закінчення війни «Мікаса» вибухнув та затонув, його ремонт зайняв два роки, після чого він брав участь у підтримці японських військ під час Сибірської інтервенції в Російській громадянській війні. Згідно з Вашингтонським договором у 1922 р. виведений з експлуатації.